# Ульріх Піннер
Ульріх Піннер (нім. Ulrich Pinner; нар. 7 лютого 1954) — колишній німецький тенісист.
Найвищу одиночну позицію світового рейтингу — 19 місце досяг 13 серпня 1979, парну — 521 місце — 8 жовтня 1981 року.
Здобув 2 одиночні титули.
Найвищим досягненням на турнірах Великого шолома було 3 коло в одиночному розряді.
Завершив кар'єру 1984 року.

## Фінали за кар'єру

### Одиночний розряд: 5 (4–1)
| Легенда               |
| --------------------- |
| Великий шлем (0)      |
| Серія Мастерс ATP (0) |
| Тур ATP (2)           |
| Челлендери (2)        |

| Результат | Ранг | Рік  | Турнір                       | Покриття | Суперник        | Рахунок       |
| --------- | ---- | ---- | ---------------------------- | -------- | --------------- | ------------- |
| Перемога  | 1.   | 1978 | Stuttgart Outdoor, Німеччина | Ґрунт    | Кім Ворвік      | 6–2, 6–2, 7–6 |
| Перемога  | 2.   | 1979 | Гштад, Швейцарія             | Ґрунт    | Пітер Макнамара | 6–2, 6–4, 7–5 |
| Поразка   | 1.   | 1979 | Stuttgart Outdoor, Німеччина | Ґрунт    | Томаш Шмід      | 4–6, 0–6, 2–6 |
| Перемога  | 3.   | 1981 | Барселона, Іспанія           | Ґрунт    | Мігель Мір      | 6–3, 6–1      |
| Перемога  | 4.   | 1981 | Travemünde, Німеччина        | Ґрунт    | Петер Ельтер    | 6–4, 4–6, 6–3 |